# Nuqul-Gruppe
Die Nuqul-Gruppe (arabisch مجموعة نقل, DMG Maǧmūʿat Nuqul) wurde von Elia Nuqul im Jahre 1952 in Jordanien gegründet. Sie ist ein Konglomerat von 30 Unternehmen und zählt zu den führenden Industrieunternehmen im Nahen Osten. Die Gruppe hat 5500 Mitarbeiter und exportiert ihre Produkte Papier und -produkte, Aluminiumpressen, Stahlverarbeitung und Schaumstoffe weltweit. Das Unternehmen tritt auch als Finanzinvestor auf. Derzeitiger Unternehmensleiter ist Ghassan Nuqul, sein Vater Elia ist Aufsichtsratsvorsitzender.

## Quelle
- Interview mit Ghassan Nuqul: in Frankfurter Allgemeine Zeitung, Wirtschaft/Unternehmen: 10. Dez. 2007, S. 16